# Bidar
Bidar là một thị xã và là nơi đặt hội đồng thành phố của quận Bidar thuộc bang Karnataka, Ấn Độ.

## Địa lý
Bidar có vị trí 17°54′B 77°33′Đ / 17,9°B 77,55°Đ Nó có độ cao trung bình là 615 mét (2017 foot).

## Nhân khẩu
Theo điều tra dân số năm 2001 của Ấn Độ, Bidar có dân số 172.298 người. Phái nam chiếm 52% tổng số dân và phái nữ chiếm 48%. Bidar có tỷ lệ 69% biết đọc biết viết, cao hơn tỷ lệ trung bình toàn quốc là 59,5%: tỷ lệ cho phái nam là 75%, và tỷ lệ cho phái nữ là 62%. Tại Bidar, 14% dân số nhỏ hơn 6 tuổi.